# Glypta exposita
Glypta exposita är en stekelart som beskrevs av Dasch 1988. Glypta exposita ingår i släktet Glypta och familjen brokparasitsteklar. Inga underarter finns listade i Catalogue of Life.